# Gribanowskij
Gribanowskij (ros. Грибановский) – osiedle typu miejskiego w Rosji, w obwodzie woroneskim, ośrodek administracyjny rejonu gribanowskiego. W 2010 liczyło 15 686 mieszkańców.

## Urodzeni
- Iwan Grigorjewski – radziecki wojskowy.